# Fenenna de Cujavie
Fenenna de Cujavie (vers 1276–1295), connue aussi comme d'Inowrocław (en polonais Fenenna kujawska ou inowrocławska) est une reine de Hongrie par son mariage avec le roi André III.

## Origine
Fenenna est la fille du duc Siemomysl d’Inowrocław et de son épouse Salomé, elle-même fille de Sambor II de Tczew en Poméranie.

## Union et postérité
En 1290, à l'âge d'environ 14 ans, elle épouse André III de Hongrie, de 11 ans son aîné. La même année, elle est couronnée avec son mari. Bien qu'elle ne joue qu'un rôle mineur à la cour hongroise, son union renforce l'alliance entre son époux et son oncle Ladislas Ier de Pologne avec le roi Venceslas II de Bohême. Elle est en outre bénéfique pour sa parenté de Cujavie. Fenena décède après cinq ans de mariage en 1295 à l'âge de 18 ans. Le couple n'a qu'une fille Élisabeth de Hongrie (vers 1293–1336). Un moment fiancée au futur Venceslas III de Bohême prétendant à la couronne de Hongrie, Élisabeth devient religieuse dans le couvent dominicain de Töss près de Winterthour. Cinq mois après le décès de son épouse, André III se remarie avec Agnès de Habsbourg.